# Cyril Delevanti

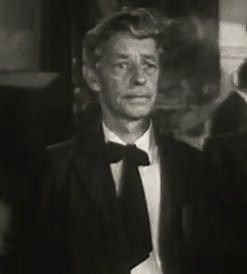
Cyril Delevanti (Filmszene 1945)

Harry Cyril Delevanti (* 23. Februar 1889 in London; † 13. Dezember 1975 in Hollywood, Kalifornien) war ein britisch-amerikanischer Bühnen- und Filmschauspieler.

## Leben und Wirken
Der Sohn des italienischstämmigen Musikprofessors Edward Prospero Richard Delevanti (1859–1911) und seiner Ehefrau Mary Elizabeth begann in den 1910er Jahren im heimatlichen London Theater zu spielen. 1913 heiratete Cyril Delevanti und wurde in den Jahren 1913 bis 1915 Vater dreier Kinder. Mit seiner Gattin Eva Kitty Peel, beider Tochter und den zwei jüngeren Söhnen wanderte Delevanti 1921 in die USA aus, wo er seine Bühnentätigkeit fortsetzte. Zehn Jahre darauf trat Delevanti erstmals vor eine Filmkamera.
Vor allem seit Ausbruch des Zweiten Weltkriegs war der hagere Schauspieler, mittlerweile schon über 50 Jahre alt, eine viel beschäftigte Leinwandcharge. Er spielte Butler und Diener aller Arten, aber auch zumeist namenlose Buchmacher, Leichenbeschauer, Bühnenmanager, Taxifahrer, Bettler, Hotelpagen, Geschäftsleute, Schuster, Professoren, Sekretäre, einen Diplomaten in Billy Wilders Ich küsse Ihre Hand, Madame sowie einen Postboten in Monsieur Verdoux – Der Frauenmörder von Paris und einen alternden Clown in Rampenlicht, beides Inszenierungen Charlie Chaplins.
In seinen letzten Lebensjahrzehnten weißhaarig und faltig geworden, trat Cyril Delevanti, seit Februar 1943 amerikanischer Staatsbürger, auch gastweise in einer Fülle von Fernsehserien auf und spielte, mittlerweile weit über 70 Jahre alt, in der Literaturverfilmung Die Nacht des Leguan und den beiden Walt-Disney-Kinokassenerfolgen Mary Poppins und Die tollkühne Hexe in ihrem fliegenden Bett markante, knittergesichtige Charaktere in Nebenrollen. Sein Auftritt als 98-jähriger Dichter in Die Nacht des Leguan von John Huston brachte ihm eine Nominierung für den Golden Globe Award als Bester Nebendarsteller ein. Cyril Delevanti starb nur wenige Monate nach seiner gleichfalls 1975 verstorbenen Gattin, mit der er 62 Jahre lang verheiratet gewesen war.

## Filmografie
- 1931: Devotion
- 1931: Arrowsmith
- 1938: Red Barry
- 1939: Buck Rogers
- 1940: Ein Mann mit Phantasie (A Dispatch from Reuters)
- 1941: Menschenjagd (Man Hunt)
- 1942: Night Monster
- 1942: Journey for Margaret
- 1943: Frankenstein trifft den Wolfsmenschen (Frankenstein Meets the Wolf Man)
- 1943: Das Phantom der Oper (The Phantom of the Opera)
- 1943: Holy Matrimony
- 1943: Draculas Sohn (Son of Dracula)
- 1943: Zeuge gesucht (Phantom Lady)
- 1944: Scotland Yard greift ein (The Lodger)
- 1944: The Impostor
- 1944: Shadow of Suspicion
- 1944: Ministerium der Angst (Ministry of Fear)
- 1944: Enter Arsène Lupin
- 1944: Double Exposure
- 1945: Das Haus des Schreckens (House of Fear)
- 1945: Jungle Queen
- 1945: The Jade Mask
- 1945: The Shanghai Cobra
- 1945: Scotland Yard Investigator
- 1945: Eine Lady mit Vergangenheit (Kitty)
- 1945: Die Liebe unseres Lebens (This Love of Ours)
- 1945: Jagd im Nebel (Confidential Agent)
- 1945: Captain Tugboat Annie
- 1946: Lost City of the Jungle
- 1946: Jagd auf Spieldosen (Dressed to Kill)
- 1946: The Mysterious Mr. M
- 1946: Trügerische Leidenschaft (Deception)
- 1946: Monsieur Verdoux – Der Frauenmörder von Paris (Monsieur Verdoux)
- 1947: I’ll Be Yours
- 1947: Angelockt (Lured)
- 1947: Amber, die große Kurtisane (Forever Amber)
- 1947: Ich küsse Ihre Hand, Madame (The Emperor Waltz)
- 1951: David und Bathseba (David and Bathsheba)
- 1952: Rampenlicht (Limelight)
- 1955: The First Mintmaster
- 1956: Zwischen Himmel und Hölle (D-Day the Sixth of June)
- 1957: Johnny Tremain
- 1957: Fluch der Gewalt (Trooper Hook)
- 1957: Die Girls (Les Girls)
- 1957: Blinder Hass (Ride Out for Revenge)
- 1957: Die Faust des Satans (Gun Fever)
- 1958: Reporter der Liebe (Teacher's Pet)
- 1958: Rivalen (Kings Go Forth)
- 1958: Jefferson Drum (Fernsehserie, durchgehende Rolle)
- 1960: Von der Terrasse (From the Terrace)
- 1962: Paradise Alley
- 1963: Bye Bye Birdie
- 1963: Der schwarze Kreis (Dead Ringer)
- 1963: Die Nacht des Leguan (The Night of the Iguana)
- 1964: Mary Poppins
- 1964: Die größte Geschichte aller Zeiten (The Greatest Story Ever Told)
- 1967: O Vater, armer Vater, Mutter hängt dich in den Schrank und ich bin ganz krank (Oh Dad, Poor Dad, Mamma’s Hung You in the Closet and I’m Feelin’ So Sad)
- 1967: Der Befehl (Counterpoint)
- 1968: Das Doppelleben der Sister George (The Killing of Sister George)
- 1970: Macho Callahan
- 1971: Die tollkühne Hexe in ihrem fliegenden Bett (Bedknobs and Broomsticks)
- 1972: … Jahr 2022 … die überleben wollen (Soylent Green)
- 1973: The Girl Most Likely to…
- 1974: Black Eye